# Storytelling
Storytellingul semnifică activitatea umană de împărtășire a experienței prin relatarea unor evenimente, uneori prin simplă improvizație, iar alteori într-un cadru formal, cum ar fi teatrul sau literatura. Orice activitate umană are propriile ei povești prin care își relevă devenirea și sensurile.
Ca proces interactiv, storytellingul funcționează prin relația tripartită dintre poveste, povestitor și ascultător, experiența povestitorului fiind transmisă ascultătorului concomitent în trei planuri: cauzal, emoțional și moral.